# Канадская монархия
Кана́дская мона́рхия — конституционная монархия, в которой монархическая власть имеет наследственный порядок передачи. Монарх, представляющий Канадскую Корону, является главой государства. В настоящее время этот пост занимает Карл III, король Канады. Его официальный титул — Карл III, Божьей милостью Король Соединённого королевства, Канады и других королевств и территорий, Глава Содружества, Защитник Веры. Он царствует над страной с 8 сентября 2022.
Бо́льшая часть полномочий короля Канады в его отсутствие исполняются Генерал-губернатором, хотя монарх обладает исключительными полномочиями. Генерал-губернатор имеет прямую связь с монархом и при случае представляется как фактический глава государства.
Король, юридически представляющий офис Короны, является также главой государства в четырнадцати других странах, независимо от Канады. Это результат прежних колониальных отношений между этими странами и Великобританией, но все они сегодня независимы и монархия своя у каждой страны.

## Титулы
Таковы официальные титулы короля в Канаде:
По-англ. : Charles the Third, by the Grace of God, of the United Kingdom, Canada and His other Realms and Territories King, Head of the Commonwealth, Defender of the Faith.
По-фр. : Charles le Troisième, par la grâce de Dieu, Roi du Royaume-Uni, du Canada et de ses autres royaumes et territoires, Chef du Commonwealth, Défenseur de la Foi.
Эти титулы особо подчёркивают верховную роль короля Канады, а также независимость Короны во всех королевствах, упоминая Канаду отдельно среди других стран.
Несмотря на то, что канадские титулы короля включают данный отрывок: «Защитник Веры», — ни король, ни один из генерал- или лейтенант-губернаторов не играет религиозной роли в Канаде.

## Финансы
Вопреки распространённому мнению канадцы не платят никакого налога или повинности своему монарху, будь то для личного дохода короля или для содержания королевских резиденций в Канаде. Единственным случаем, когда король использует деньги канадских подданных, являются его официальный визит на канадскую землю или действия в качестве короля Канады за рубежом. Это одинаково относится ко всем членам королевской семьи.
Канадцы несут расходы, связанные с институтом генерал-губернатора и лейтенант-губернаторов, которые действуют от имени Канадской короны во время церемоний, поездок и т. д.
Провинциальная и федеральная регистрация расходов, связанных с Короной, сохраняется, но никакая официальная смета о стоимости монархии для канадцев правительством не составляется. Однако каждые три года Монархистская лига проводит исследование, основанное на различных федеральных и провинциальных бюджетах, расходах и подсчётах, которое определяет годовую стоимость деятельности Короны. Исследование 2005 показало, что этот институт стоил канадцам 49 млн канадских долларов в 2004, или 1,54$ с налогоплательщика. Некоторые антимонархисты приводят отчёты подобного рода с намного более высоким конечным результатом.
Предыдущие исследования показали, что общая стоимость Канадской короны составляла 22 млн долларов в 1999 и 34 млн долларов — в 2002 (при этом не учтена инфляция канадского доллара за эти годы).

## Наследование
Наследование канадской Короны идентично наследованию британского трона.

## Конституционная роль
Конституция Канады состоит из множества статутов и конвенций британского и канадского происхождения одновременно, которые устанавливают в Канаде парламентарную систему правления, похожую на другие конституционные монархии Содружества. Все полномочия государства по конституции принадлежат Короне, которую на федеральном уровне представляет Генерал-губернатор, назначаемый монархом по рекомендации Премьер-министра, а на провинциальном уровне — лейтенант-губернаторы, назначаемые Генерал-губернатором по рекомендации федерального Премьер-министра, которого обычно консультирует провинциальный Премьер-министр; монарх обычно уведомляется об этом назначении перед присягой.
Институты канадского правительства осуществляют свои полномочия, наделённые властью Короны. Вследствие этого, правительство Канады именуется как Правительство Его Величества в Канаде. Однако с начала 1970-х, хотя конституционное устройство учреждений и не изменилось, правительство называется просто «Правительством Канады». Любое конституционное изменение положения монарха или представителей монарха в Канаде требует согласия членов Сената, Палаты общин, а также всех законодательных органов в провинциях.

## Конституционные функции
Роль короля, как и генерал-губернатора, практическая и установленная законом. Фактически король находится в центре конституционной структуры.
Полномочия, принадлежащие Короне и известные под собирательным названием королевской прерогативы, очень широки, начиная от правоспособности заключать договоры, назначать послов и заканчивая обороной королевства и поддержанием Мира Короля (King’s peace). Для исполнения королевской прерогативы не требуется парламентское одобрение; к тому же, согласие Короны должно быть получено даже на обсуждение той или иной палатой Парламента закона, касающегося прерогатив или интересов монарха. Королевской прерогативой обладает исключительно Корона. Несмотря на широту королевской прерогативы, она не безгранична. Например, монарх не обладает прерогативой облагать налогом или собирать новые налоги; такое действие требует разрешения законом.
За назначение нового Премьер-министра ответственна власть Короны при посредничестве Генерал-губернатора. Согласно неписаному конституционному соглашению последний должен выбрать человека, который может заручиться поддержкой большинства Палаты общин: обычно это глава преобладающей партии в Палате. Если ни одна партия не имеет большинства, две или более группы могут образовать коалицию, глава которой, внутренне избранный, назначается впоследствии Премьер-министром.
Корона также назначает других деятелей, часто по рекомендации Премьер-министра. Примеры этому — лейтенант-губернаторы, члены Тайного совета Короля для Канады, сенаторы, председатель Сената, судьи Верховного суда и т. д. Все назначения исполняются Генерал-губернатором по конституционному акту 1867. Монарх имеет также другие права, в частности, когда речь идёт о международных договорах, внешней политике, войне или мире (монарх является главой армии страны). Генерал-губернатор от имени короля также аккредитует канадских высших уполномоченных и послов и принимает дипломатов иностранных государств.
Все канадские паспорта выпускаются от имени Его/Её Величества Короля/Королевы. На обороте канадского паспорта можно прочесть: «Министерство иностранных дел Канады от имени Его/Её Величества Короля/Королевы просит заинтересованные власти соблаговолить предоставить владельцу этого паспорта свободный проход, так же как помощь и защиту, в которых он может нуждаться».
В Канаде крупные общественные расследования называются «Королевской комиссией». Они создаются Кабинетом от имени монарха и с королевского разрешения.
Монарх является одним из трёх слагаемых Парламента; два других — Сенат и Палата общин. Только он или его представитель имеют право распустить Парламент, что приведёт ко всеобщим выборам и началу нового созыва Палаты. Новая сессия отмечается открытием Парламента, во время которого монарх или генерал-губернатор зачитывает Тронную речь Сенату, подчёркивая то, что правительство именем монарха рассчитывает осуществить в течение парламентской сессии.
Всякий закон должен получить королевскую санкцию, то есть акт, по которому монарх или его представитель одобряет принятое Парламентом законодательство. Теоретически монарх обладает резервным правом на каждый из законов. Однако по конституционной традиции совокупность законов, принятых парламентом, автоматически утверждается монархом.
Монархи в настоящее время уважают решения, принятые парламентом, избранным демократически и используют свои прерогативные права и исключительные полномочия лишь в очень редких случаях. Например, если против федерального правительства возбуждено дело, в качестве ответчика формально указывается Его Величество Король Канады.

## Законодательная роль
Все канадские законы ратифицируются монархом или его представителем и подписываются им. Таким образом, все федеральные законы начинаются с выражения «Его Величество по решению и с одобрения Сената и Палаты общин Канады постановляет […]». Подпись монарха или его представителя под законом, будь то федеральным или провинциальным, именуется королевской санкцией (англ. Royal Assent, фр. Assentiment royal). Эта санкция необходима, чтобы закон был действителен, и обычно под федеральными законами свою подпись ставит Генерал-губернатор, а под провинциальными — Лейтенант-губернатор. Каждый закон должен также быть заверен Большой печатью Канады или Печатью соответствующей провинции. Генерал-губернатор может по воле монарха оставить за ним право ратифицировать закон, чтобы позволить ему принять личное решение в отношении этого закона. Лейтенант-губернаторы тоже могут использовать эту возможность, чтобы позволить Генерал-губернатору принять решение, или, если он пожелает, передать закон монарху. Монарх имеет возможность отклонить закон за срок, предписанный канадской конституцией. Недавно некоторые активисты попросили королеву Елизавету II отклонить закон С-38, принятый парламентом. Однако достопочтенная Беверли Маклаклин в качестве заместителя генерал-губернатора одобрила закон от имени королевы Канады.
Монарх признаётся «источником справедливости» и ответствен за господство справедливости по отношению ко всем своим подданным, однако, монарх не вмешивается лично в юридические дела. Таким образом, юридические функции исполняются от его имени. Обычное право утверждает, что монарх «не может сделать ничего плохого»; монарх не может преследоваться своими собственными судами за преступления — это называют Иммунитетом суверена или Иммунитетом короны (Sovereign immunity). Гражданские дела против правительства разрешены, однако, дела против монарха как лица не дозволяются. В случае международных процессов согласно некоторым принципам, установленным международными законами король Канады не может находиться в иностранных судах без своего согласия. Наиболее исключительное полномочие, которым обладает монарх — это, конечно, королевская прерогатива помилования. Это полномочие состоит в помиловании лица, совершившего правонарушение согласно канадскому уголовному или гражданскому кодексу. Данная прерогатива используется в исключительных случаях от имени короля Канады генерал-губернатором или членом совета, опирающимися на рекомендацию министра Государственной безопасности или какого-либо другого министра. Это полномочие сравнимо с президентским помилованием.
Существует три вида помилования:
- Полное помилование
- Условное помилование
- Уплата штрафа в обмен на оправдательный приговор

Кроме того, монарх служит также символом судебных властей и законности судебных органов. Изображение короля или Герба Канады всегда присутствует в канадских судах. В Канаде правосубъектность государства упоминается как «Его Величество Короля Канады по Праву» (англ. His Majesty the King in Right of Canada, так же как в отдельных провинциях и территориях.

## Символы
Большинство королевских символов Канады сходны с используемыми в Соединённом королевстве, будучи введёнными во время колонизации Канады британцами. Когда Канада получила свою независимость, многие собственно канадские символы были добавлены к символам Короны. Корона остаётся заметной частью того, что объединяет канадцев, наряду с особыми символами монарха Канады, подтверждающими преданность канадцев стране.
Монархию символизируют сегодня изображения монарха на монетах, а также на 20-долларовых банкнотах. Часто портрет монарха размещают на общественных зданиях. Канадские награды в большинстве своём имеют эмблему короны, будь то медаль Ордена Канады, Ордена военной заслуги и т. д. Символы монархии можно встретить также на канадском гербе и на гербе каждой провинции.
Несколько особых дней в году предназначено для чествования монарха, в частности, Праздник Королевы в честь царствования королевы Виктории. Канадский парламент в 1901 объявил 24 мая праздничным днём. В наше время понедельник, предшествующий 25 мая, является днём праздника монарха.
Одним из наиболее важных символов является, конечно, новогоднее обращение монарха. Это обращение каждый год слушают миллионы канадцев по всей стране. В 2007 благодаря Королевскому каналу королева Елизавета II передала свои пожелания на Интернет-сайте YouTube впервые для монархии. Она также была первой королевой, передавшей свою присягу верности по случаю своего 21-летия по телевидению.
Также по всей Канаде существуют сотни мест, названных в честь монархов и членов канадской королевской семьи. Никто не был более почитаем в названиях улиц, общественных зданий и мест Канады, чем королева Виктория.
- Почётная книга и официальный портрет королевы Виктории в федеральном здании Оттавы
- Канадский королевский штандарт (1962–2022)

## Канадская королевская семья
Канадская королевская семья — это группа лиц, тесно связанных с монархом Канады и не проживающих в Канаде. Члены королевской семьи живут большей частью в Соединённом королевстве. Некоторые члены жили в Канаде продолжительное время в качестве вице-короля, как Александр Кембридж, 1-й граф Атлонский. Члены королевской семьи исполняют церемониальные и общественные функции, но никто, кроме монарха, не играет роли в делах правительства. Все они носят титул Королевского высочества, титул «Его Величество» предназначен лишь монарху.
Понятие Канадская королевская семья появилось лишь в Вестминстерском статуте 1931. Первой, кто использовал это выражение, была королева Елизавета II во время речи по случаю начала первой легислатуры территории Нунавут: «I am proud to be the first member of the Canadian Royal Family to be greeted in Canada’s newest territory» (Я рада быть первым членом Канадской королевской семьи, принятым в этой новой территории Канады). Зато канадские СМИ всегда используют выражение «Британская королевская семья».
Члены Королевской семьи имеют право на положение Подданных канадского монарха, на канадскую консульскую помощь и на защиту вооружёнными силами короля Канады, когда находятся вне Содружества.
В отличие от Соединённого королевства в Канаде монарх является единственным членом Королевской семьи, обладающим титулом, установленным законом. Все другие члены семьи носят титулы учтивости, признанные Патентным письмом в Соединённом королевстве.
Ниже приведены главные члены Канадской королевской семьи:
- ЕКВ принц Уэльский
- ЕКВ принцесса Уэльская
- ЕКВ герцог Йорк
- ЕКВ герцог Эдинбург
- ЕКВ Герцогиня Эдинбург
- ЕКВ Королевская принцесса
- ЕКВ герцог Глостер
- ЕКВ герцогиня Глостер
- ЕКВ герцог Кент
- ЕКВ герцогиня Кент
- ЕКВ принцесса Александра, достопочтенная леди Огилви

## Резиденции
Официальной резиденцией канадского монарха является Ридо-холл, расположенный по адресу проезд Сассекс, 1 в городе Оттава с 1867. Это одновременно и действующая резиденция Генерал-губернатора. Ридо-холл — это место, где проходит большинство церемоний выдвижения кандидатов, церемоний присяги, банкетов и других официальных мероприятий. Там принимаются иностранные должностные лица и там же они могут проживать во время государственных визитов. Существует также ещё одна официальная резиденция — это Крепость в городе Квебек, которая является также летней резиденцией Генерал-губернатора. Это место вдобавок к размещению здесь второй официальной резиденции канадского монарха является действующей военной базой.
Провинции Британская Колумбия, Саскачеван, Манитоба, Новая Шотландия, Нью-Брансуик и Остров Принца Эдуарда также располагают резиденциями, использующимися в настоящее время соответствующими лейтенант-губернаторами.

## Корона и Канадские вооружённые силы
Корона сохраняет преобладающее место в среде Канадских вооружённых сил. Король занимает пост Верховного главнокомандующего ВС согласно ст. 15 Конституционного акта 1867. Однако эту функцию может исполнять и Генерал-губернатор Канады от имени монарха Канады в соответствии с Патентным письмом короля Георга VI 1947 года. Монарх занимает также пост Почётного комиссара Королевской канадской конной полиции. Нерушимым символом важной роли монарха в Вооружённых силах является то, что все военные корабли Канады имеют префикс «Navire canadien de Sa Majesté» или «His Majesty’s Canadian Ship», HMCS («Канадский корабль Его Величества»). Все служащие Канадских вооружённых сил клянутся в верности монарху, а также его наследникам.
Многие из членов Королевской семьи носят титул Генерал-полковника некоторых канадских полков. Таким образом, они руководят военными церемониями, включая смотр войск. Каждый раз, когда какой-либо член Королевской семьи находится проездом в городе Оттава, он возлагает венок к национальному военному монументу — туда, где находится Могила Неизвестного солдата.
Королева Елизавета II активно принимала участие в церемониях чествования ветеранов войны: в частности, в 2007 году она открыла Вимийский мемориал и выразила соболезнования в связи со смертью за несколько дней до церемонии шести канадцев, выполнявших миротворческую миссию в Афганистане. Она также каждый год участвовала в Дне Памяти.